# Estadio Víctor Agustín Ugarte
El Estadio Víctor Agustín Ugarte es un estadio multiusos de Bolivia, ubicado en la ciudad de Potosí, a 3895 m s. n. m.  Creado por Ley Nº 3435, 11 de julio de 2006, mayormente utilizado para la práctica de fútbol. El estadio lleva el nombre de uno de los mejores futbolistas bolivianos, Víctor Agustín Ugarte.
En él se juega los torneos de competición del fútbol boliviano, la Liga de Fútbol Profesional Boliviano donde juegan de local el Club Real Potosí y el Nacional Potosí. Desde 2010 se juega la Copa Simón Bolívar donde fueron locales el Club Nacional Potosí (año de regreso a la liga), el Club Stormers San Lorenzo, en 2011 y el Club 10 de Noviembre Wilstermann Cooperativas en 2012, dejando así el Estadio Potosí para partidos de la 1.ª "A" de la Asociación de Fútbol Potosí AFP.
Su particular ubicación, le ha valido para ser considerado en el segundo lugar de los estadios imperdibles de América del Sur, de acuerdo con el sitio brasileño Impedimento.org. El portal, que elaboró el listado en 2014, destacó su ubicación a 3.900 metros sobre el nivel de mar (considerando la altura de la Plaza de Armas 10 de Noviembre, que está a mayor altura que el Estadio) y que «está situado de cara a las minas de plata, principal factor de recursos de la economía boliviana». El estadio solamente se ubica por detrás del estadio Gran Parque Central.

## Historia

### Nombres del estadio
Su primer nombre no oficial fue Estadio de San Clemente por la zona en la que se ubica, desde el año de 1992; en 2000 se cambió por el de Mario Mercado Vaca Guzmán como homenaje al fallecido dirigente boliviano y por el aporte que dio su hijo en el pintado de las graderías y la instalación de las luminarias.
Posteriormente, con la remodelación de 2008 el estadio pasó a llamarse Estadio Víctor Agustín Ugarte, en homenaje al mejor jugador del fútbol boliviano.
En la actualidad por su ubicación y su belleza el estadio potosino tiene el sobrenombre del "Nido de los Cóndores".

### Sus orígenes
El Estadio Víctor Agustín Ugarte, es uno de los recintos deportivos más jóvenes de Bolivia; fue construido por los años 1991-1992 para albergar los partidos del recién ascendido Club Universitario de Potosí al torneo liguero de 1992.
Cabe recordar que la ciudad de Potosí cuenta con otro recinto deportivo, el histórico Estadio Potosí con capacidad para 6000 espectadores; en él se jugaban los partidos del torneo liguero; en este escenario fueron locales los equipos: el Club Independiente Unificada (desde la fundación de la liga, hasta 1982), el Club Primero de Mayo (los años 1983 y 1984), el Wilstermann Cooperativas (el año 1985), el Club BAMIN Potosí (el año 1986, posteriormente en 1994 pasó a llamarse Club Bamin Real Potosí), y el penoso Club Municipal de Potosí (el año 1987). Cabe hacer notar que entre 1981 y 1987 el fútbol potosino pasó por una profunda crisis, a tal punto, que a causa de una goleada que le propinó el Club Deportivo Litoral a Municipal de Potosí por la cuenta de 13 a 0. La liga sancionó al fútbol potosino por 2 temporadas los años 1988 y 1989, años de la institucionalización de la Copa Simón Bolívar (Bolivia) como 2.ª división del fútbol boliviano.
Es así de esta forma que en 1992 luego de gestiones prefecturales, el campeón potosino de 1991, el Club Universitario de Potosí asciende al seno liguero, concretándose el anhelado sueño de un nuevo campo deportivo, este que se construye en la Zona de San Clemente, de ahí que procede su primer nombre no oficial de referencia: Estadio de San Clemente. Al principio solo tenía dos sectores, la recta de preferencia y la curva sur, con capacidad para 8000 espectadores.
Lamentablemente el Club Universitario de Potosí solo duró 2 años dejando la liga para 1994, de ahí que el estadio no sufre ninguna modificación hasta 1997.

### Reformas
En 1997, luego de que el Club Bamin Real Potosí haya obtenido merecidamente la Copa Simón Bolívar y así de esta manera recuperar la plaza liguera perdida en 1993 por Universitario, este Estadio de San Clemente es objeto de una primera ampliación, completándose los 2 sectores restantes, general y curva norte, elevando su capacidad a los 13 000 espectadores.
En 2002 sufrió su segunda ampliación, producto de la histórica primera participación del club local Real Potosí, en Copa Libertadores de América subiendo su capacidad de 13 000 espectadores al mínimo exigido por la Confederación Sudamericana de Fútbol para partidos de carácter internacional de 20 000 espectadores y no solo eso sino que ya el año 2000 se pone nombre oficial al estadio, pasando a llamarse Estadio Mario Mercado Vaca Guzmán en agradecimiento al aporte que hizo Luis Mercado Rocabado, hijo del dirigente boliviano por las obras de instalación de postes de luminarias, y el pintado de las graderías.

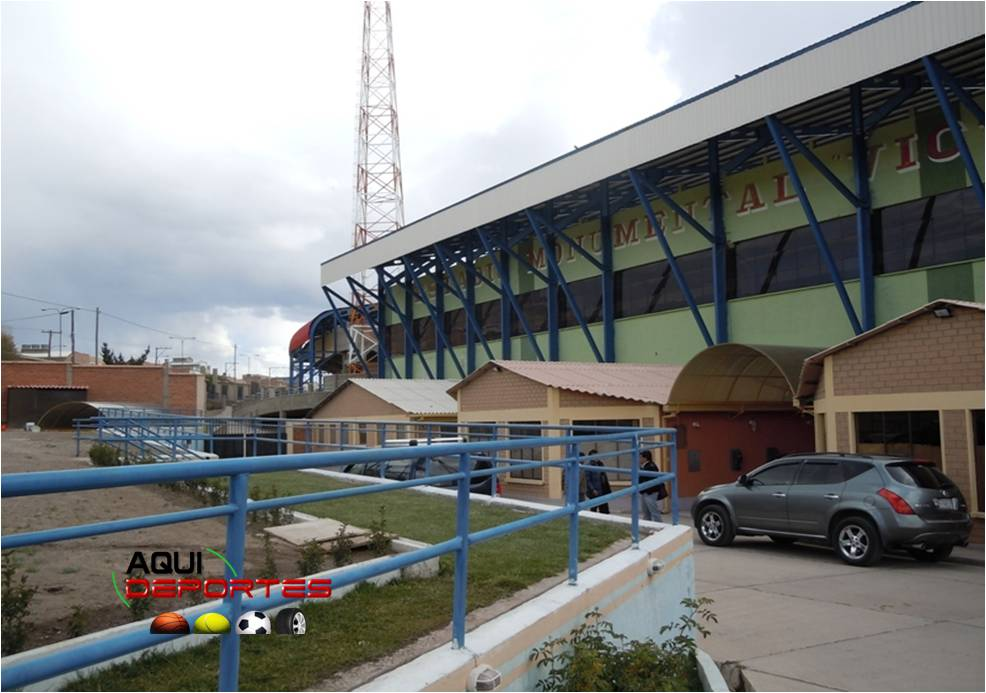
Área Restringida

En 2007 el Club Real Potosí nuevamente clasifica a Copa Libertadores de América y por primera vez a Copa Sudamericana. Ese año se nota que el aforo de 20 000 espectadores del estadio no abastece a la concurrencia que asiste a estos partidos de calidad internacional, es por esa razón que en 2008 este estadio sufre su tercera ampliación y remodelación, a raíz que nuevamente este club clasifica casi de forma consecutiva a torneos internacionales. Es así que el aforo se amplía hasta los 32 105 espectadores, duplicándose el tamaño de los sectores de curva sur, curva norte y preferencia, y casi triplicándose la recta de general, y no solo eso, para 2009 y 2010, casi al mismo tiempo de la incursión de uno de los decanos del fútbol potosino, el Club Atlético Nacional Potosí, copando como segundo representante potosino en la Liga del Fútbol Profesional Boliviano, este estadio sufre importantes remodelaciones, con la implementación de techado en todos los sectores del estadio y una pista atlética de Polytan de 6 carriles color azul, única en Bolivia.
Ese mismo año, el estadio pasó a llamarse Estadio Víctor Agustín Ugarte en homenaje al jugador nacido en la ciudad de Tupiza, centro delantero de la Selección Boliviana, y goleador histórico de la década de los 40s y 50s.
El estadio de fútbol potosino, es escenario de torneos internacionales desde la aparición de Real Potosí en la Liga Superior del Fútbol Boliviano. Gracias a estos acontecimientos en la actualidad cuenta con muchas comodidades como el techado alrededor de sus tribunas que al igual del famoso estadio chino de los Juegos Olímpicos ahora se asemeja a un "nido de cóndores" por su belleza y su altura, ya que es uno de los estadios de competición más altos de Sudamérica y del mundo.

### Implementaciones tecnológicas

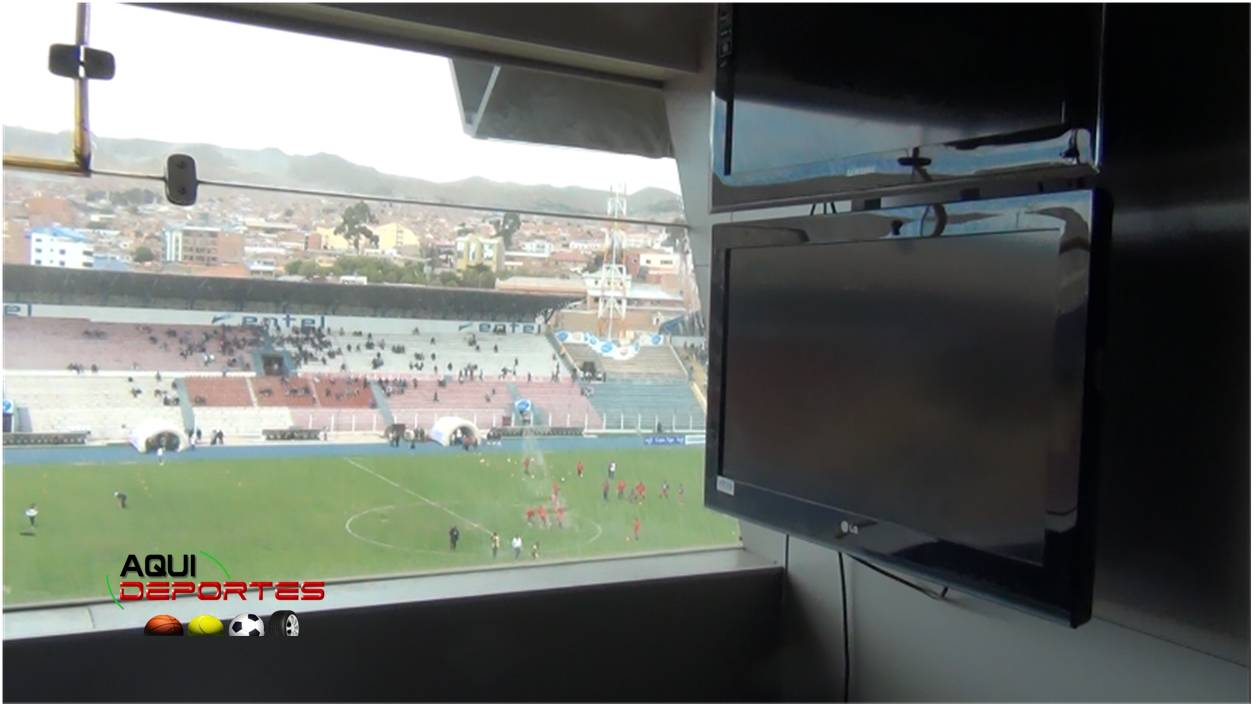
Cabina de control

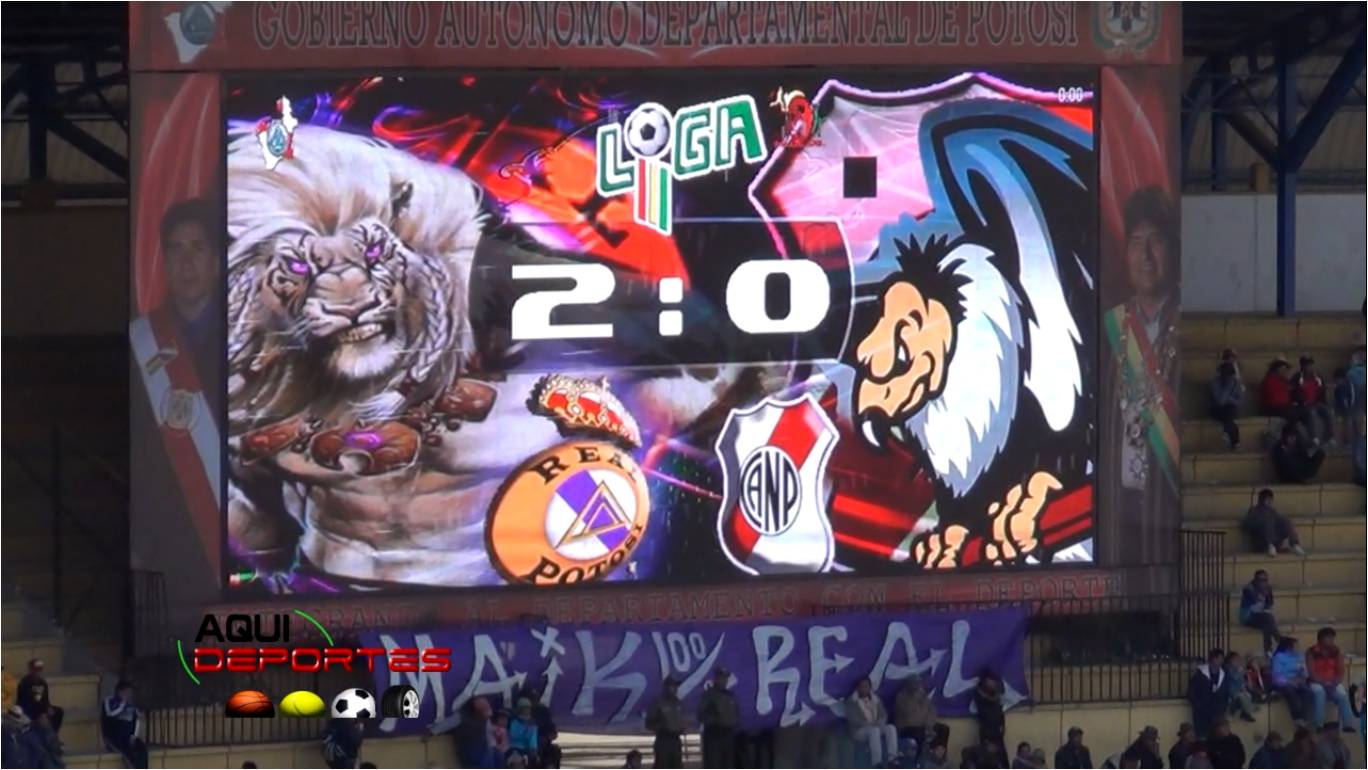
Pantalla LED del estadio

El 10 de mayo de 2009 la entonces prefectura de Potosí (hoy Gobernación) hizo la entrega de un "Carrito Camillero", este tuvo un costo de más de 100 000 Bs, durante el partido en el que se enfrentaron Real Potosí y Oriente Petrolero. Este es uno de los pocos escenarios deportivos bolivianos que cuentan con esta implementación.
El 9 de noviembre de 2012 la Gobernación del Departamento hizo la entrega de un Tablero Electrónico, con una dimensión de 6,5 x 12,5 metros, dimensiones muy similares al tablero del Estadio Hernando Siles (7 x 12 metros), siendo así el más grande de Bolivia, junto al Siles, por encima del Estadio Patria (10 x 6 metros; su proyecto contemplaba 17 x 8 metros pero su medida final fue reducida), del Estadio Félix Capriles (7 x 6 m) y del Estadio Jesús Bermúdez (6 x 4 m). (clic aquí, antes de editar )
El tablero está instalado en la parte media superior de la curva norte. Lamentablemente esta ubicación ha restado cierta capacidad de espectadores a esa curva. En esta obra se invirtió más de 4,1 millones de Bolivianos.

## Infraestructura
Como en varios de los estadios de Bolivia, no existe exactitud en cuanto a la capacidad de las tribunas, situación a la que no se escapa el estadio potosino, sin embargo, se puede determinar la misma partiendo de:
1) Proyecto de construcción del estadio que estimaba la capacidad entre 33 000 y 35 000 espectadores.
2) Un grupo de estudiantes de la Carrera de Construcciones Civiles de la Universidad Autónoma Tomás Frías bajo un trabajo de curso en la materia de Técnicas de Investigación (COC-299) en 2010 determinaron la capacidad del estadio en 32 105 espectadores cómodamente sentados.

## Conciertos y eventos
Entre los varios usos que se le da por su gran tamaño son de resaltar los diferentes conciertos que acogió, como el grupo Mägo de Oz, el dúo Chino y Nacho, Rata Blanca, el Gigante de América y Bronco entre otros.
En noviembre de 2009 se estableció en este estadio el primer récord. El Concierto de los 1000 Charangos, con la participación de más de 1200 charanguistas tanto bolivianos como extranjeros.
En 2011 y 2012 acogió a la segunda versión de la Feria internacional Potosí la más exitosa de todas las ferias similares de la región.
Este estadio también albergó por varios años el único concurso nacional intercolegial de Bandas de Guerra organizado por el sesquicentenario Colegio Nacional Pichincha, recibiendo Bandas Semi-profesionales de Oruro, La Paz, El Alto, Sucre, Tarija y Cochabamba constituyéndose en un esperado evento departamental, por ser único en la ciudad.